# Tony Eason
Charles Carroll Eason, IV (Blythe, 8 de octubre de 1959) es un exjugador estadounidense de fútbol americano que se desempeñaba como quarterback.

## Carrera
Eason jugó para la Universidad de Illinois en Urbana-Champaign y fue seleccionado por los New England Patriots en el legendario Draft de 1983 conocido como la Clase de los quarterbacks de 1983, siendo el cuarto del grupo y el 15 jugador de la selección global.

### New England Patriots
En total Tony Eason jugó 72 partidos con los Patriots, 49 de ellos como titular.
En la Temporada 1985 de la NFL ayudó a los Patriots a asegurarse un lugar en los playoffs con una victoria 34-23 sobre los Cincinnati Bengals en el final de temporada. Eason llevó la ofensiva de los patriotas, ya que se convirtió en el primer equipo en la historia de la NFL en ganar tres juegos en el camino para llegar al Super Bowl.
En el Juego de Campeonato de la AFC, lanzó tres anotaciones contra los Miami Dolphins de Dan Marino para ganar y avanzar al partido final de temporada, fue la primera vez que Nueva Inglaterra venció a los Dolphins desde el Orange Bowl de 1966.
En la final, el Super Bowl XX, los Patriots cayeron 46-10 ante los Chicago Bears. El desempeño de Eason está considerado y demostrado estadísticamente como el peor de un quarterback en la historia del Super Bowl.
Las temporadas de 1984, 1985 y 1986 mostraron el mejor nivel de Tony Eason, mientras que las de 1987, 1988 y 1989 fueron las que tuvieron "su peor" nivel ya que los Patriots no consiguieron avanzar a los play-offs.

### New York Jets
Eason fue cambiado a los New York Jets durante la temporada 1989 de la NFL. Apareció en 18 partidos para los Jets en las temporadas de 1989 y 1990, pero solo en dos partidos como titular. Muy alejado de su gran nivel de hace años, se retiró al finalizar dicha temporada.

## Estadísticas profesionales
Todas las estadísticas y logros son cortesía de la NFL, New England Patriots, New York Jets y Pro-Football.

### Temporada regular
| Temporada | Equipo  | Juegos | Registro (V-D) | Pases | Pases | Pases | Pases  | Pases | Pases | Pases | Pases | Pases  | Acarreos | Acarreos | Acarreos | Acarreos | Acarreos | Capturas | Capturas | Fumbles | Fumbles |
| Temporada | Equipo  | Juegos | Registro (V-D) | Comp  | Att   | Pct   | Yds    | YPA   | Lg    | TD    | Int   | Índice | Att      | Yds      | Prom     | Lg       | TD       | Cap      | Yds      | Fum     | Perd    |
| --------- | ------- | ------ | -------------- | ----- | ----- | ----- | ------ | ----- | ----- | ----- | ----- | ------ | -------- | -------- | -------- | -------- | -------- | -------- | -------- | ------- | ------- |
| 1983      | NE      | 16     | 2-2            | 46    | 95    | 48.4  | 557    | 5.9   | 35    | 1     | 5     | 48.4   | 19       | 39       | 2.1      | 12       | 0        | 16       | 139      | 5       | --      |
| 1984      | NE      | 16     | 7-6            | 259   | 431   | 60.1  | 3,228  | 7.5   | 76    | 23    | 8     | 93.4   | 40       | 154      | 3.9      | 25       | 5        | 59       | 409      | 7       | --      |
| 1985      | NE      | 16     | 6-4            | 168   | 299   | 56.2  | 2,156  | 7.2   | 90    | 11    | 17    | 67.5   | 22       | 70       | 3.2      | 23       | 1        | 28       | 229      | 4       | --      |
| 1986      | NE      | 15     | 10-4           | 276   | 448   | 61.6  | 3,328  | 7.4   | 49    | 19    | 10    | 89.2   | 35       | 170      | 4.9      | 26       | 0        | 43       | 336      | 4       | --      |
| 1987      | NE      | 4      | 1-2            | 42    | 79    | 53.2  | 453    | 5.7   | 45    | 3     | 2     | 72.4   | 3        | 25       | 8.3      | 13       | 0        | 8        | 70       | 1       | --      |
| 1988      | NE      | 2      | 1-1            | 28    | 43    | 65.1  | 249    | 5.8   | 26    | 0     | 2     | 61.1   | 5        | 18       | 3.6      | 10       | 0        | 2        | 12       | 0       | --      |
| 1989      | NE      | 3      | 1-2            | 57    | 105   | 54.3  | 761    | 7.2   | 45    | 3     | 4     | 71.2   | 2        | -2       | -1.0     | 0        | 0        | 10       | 78       | 1       | --      |
| 1989      | NYJ     | 2      | 0-2            | 22    | 36    | 61.1  | 255    | 7.1   | 63    | 1     | 2     | 68.6   | 1        | 0        | 0.0      | 0        | 0        | 7        | 42       | 2       | --      |
| 1990      | NYJ     | 16     |                | 13    | 28    | 46.4  | 155    | 5.5   | 31    | 0     | 1     | 49.0   | 7        | 29       | 4.1      | 0        | 0        | 4        | 35       | 2       | --      |
| Carrera   | Carrera | 242    | 28-23          | 911   | 1,564 | 58.2  | 11,142 | 7.1   | 90    | 61    | 51    | 79.7   | 134      | 503      | 3.8      | 26       | 6        | 177      | 1,350    | 26      | --      |

### Playoffs
| Temporada | Equipo  | Juegos | Registro (V-D) | Pases | Pases | Pases | Pases | Pases | Pases | Pases | Pases | Pases  | Acarreos | Acarreos | Acarreos | Acarreos | Acarreos | Capturas | Capturas | Fumbles | Fumbles |
| Temporada | Equipo  | Juegos | Registro (V-D) | Comp  | Att   | Pct   | Yds   | YPA   | Lg    | TD    | Int   | Índice | Att      | Yds      | Prom     | Lg       | TD       | Cap      | Yds      | Fum     | Perd    |
| --------- | ------- | ------ | -------------- | ----- | ----- | ----- | ----- | ----- | ----- | ----- | ----- | ------ | -------- | -------- | -------- | -------- | -------- | -------- | -------- | ------- | ------- |
| 1985      | NE      | 4      | 3-1            | 29    | 48    | 60.4  | 367   | 7.6   | 39    | 5     | 0     | 119.0  | 12       | 3        | 0.33     | 12       | 0        | 9        | 75       | 0       | --      |
| 1986      | NE      | 1      | 0-1            | 13    | 24    | 54.2  | 194   | 8.1   | 45    | 2     | 0     | 108.7  | 2        | 23       | 11.5     | 13       | 0        | 6        | 44       | 1       | --      |
| Carrera   | Carrera | 5      | 3-2            | 42    | 72    | 58.3  | 561   | 7.8   | 45    | 7     | 0     | 115.6  | 14       | 26       | 1.9      | 13       | 0        | 15       | 119      | 1       | --      |

### Super Bowl
| Temporada | Equipo  | Rival   | Edición | Resultado | Pases | Pases | Pases | Pases | Pases | Pases | Pases | Pases  | Acarreos | Acarreos | Acarreos | Acarreos | Capturas | Capturas | Fumbles | Fumbles |
| Temporada | Equipo  | Rival   | Edición | Resultado | Comp  | Att   | Pct   | Yds   | YPA   | TD    | Int   | Índice | Att      | Yds      | Prom     | TD       | Cap      | Yds      | Fum     | Perd    |
| --------- | ------- | ------- | ------- | --------- | ----- | ----- | ----- | ----- | ----- | ----- | ----- | ------ | -------- | -------- | -------- | -------- | -------- | -------- | ------- | ------- |
| 1985      | NE      | CHI     | XX      | P 10-46   | 0     | 6     | 0.00  | 0     | 0.00  | 0     | 0     | 39.6   | 0        | 0        | 0.00     | 0        | 3        | 28       | --      | --      |
| Carrera   | Carrera | Carrera | 1       | 0-1       | 0     | 6     | 0.00  | 0     | 0.00  | 0     | 0     | 39.6   | 0        | 0        | 0.00     | 0        | 3        | 28       | --      | --      |